# Гертсман, Адам
Адам Гертсман (укр. Адам Ґерстманн; 1873, Львов — 1940, там же) — польский римско-католический священник, доктор богословия, профессор и ректор Львовского университета (1927—1928, 1932—1933).

## Биография
Родился в семье преподавателя гимназии, доктора философии и директора реальной школы Теофиля Герстманна. Учился во Второй львовской гимназии, где и сдал экзамен на аттестат зрелости. В 1891 году поступил в Львовскую духовную семинарию, где учился два семестра. Продолжил обучение в Львовском университете на богословском факультете (1891—1892), в Инсбруке в институте Канизиянум (1893—1896), где был рукоположён и получил степень доктора богословия, и в Риме. После завершения учёбы работал катехитом женской школы Св. Марии Магдалины, в императорской королевской гимназии Франца Иосифа во Львове.
Согласно рескрипту Министерства (22 августа 1900) и постановлению совета профессоров богословского факультета (2 октября 1900), о. Герстманну разрешалось стать приват-доцентом пастырского богословия на богословском факультете Львовского университета.
В 1907 году стал экстраординарным профессором богословия Львовского университета, в 1910 году — профессором. Руководил кафедрой нравственного богословия. Ректор Львовского университета в 1927—1928 и 1932—1933 годах, проректор в 1928—1929, декан богословского факультета в 1912—1913, 1914—1915, 1915—1916, 1916—1917, 1929—1930 и летом 1939. После установления советской власти скрывался во Львове на нелегальном положении и вскоре умер из-за невыносимых условий жизни.
Был эрудитом со всесторонними интересами.
Похоронен в семейном склепе на Лычаковском кладбище.

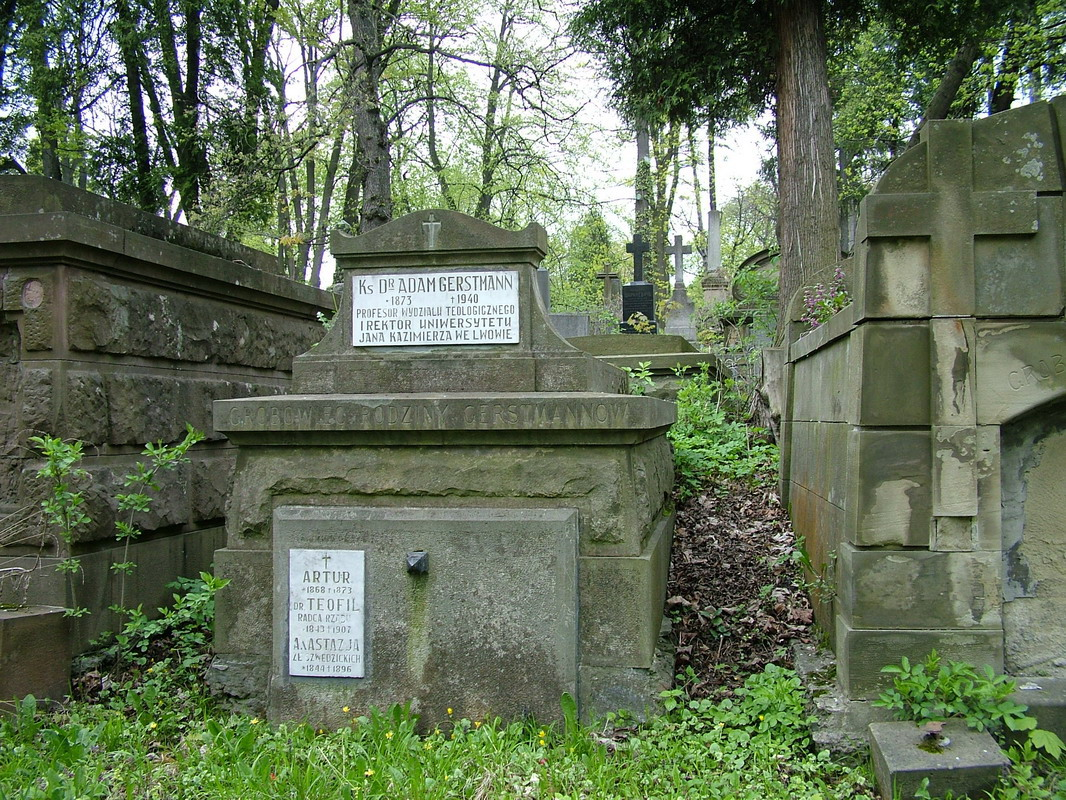
Могила на Лычаковском кладбище